# Nous historiadors israelians

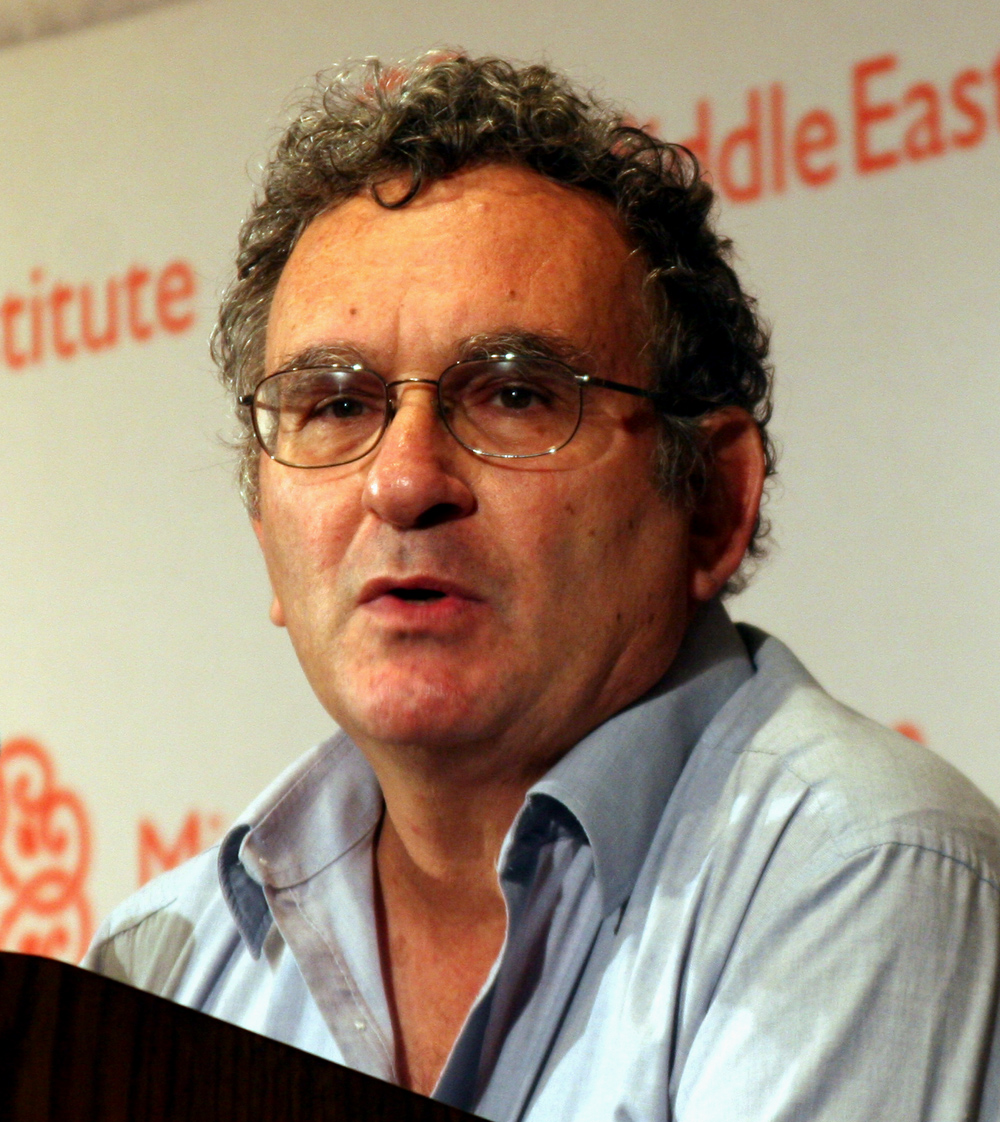
Benny Morris, creador del terme.

Els Nous historiadors israelians (en hebreu: ההיסטוריונים החדשים‎, HaHistoryonim HaChadashim) són un grup d'historiadors israelians que han desafiat les versions tradicionals de la història d'Israel sobre el seu paper en l'«èxode palestí de 1948» i sobre la voluntat àrab d'assolir la pau. El terme va ser encunyat el 1988 per Benny Morris. Segons Ethan Bronner de The New York Times, els «nous historiadors han intentat fer avançar el procés de pau a la regió».
Gran part de les fonts primàries utilitzades pel grup provenen de documents del govern israelià disponibles com a resultat de la seva desclassificació trenta anys després de la fundació d'Israel el 1948. Aquest nou corrent historiogràfic va sorgir amb les publicacions dels anys 1980 de quatre estudiosos: Benny Morris, Ilan Pappé, Avi Shlaim i Simha Flapan. Posteriorment, altres historiadors i sociòlegs històrics, entre ells Tom Segev, Hillel Cohen, Baruch Kimmerling, Joel Migdal, Idith Zertal i Shlomo Sand, han estat identificats amb el moviment.
Inicialment rebutjats pel públic, els nous historiadors van guanyar legitimitat a Israel durant la dècada del 1990. Algunes de les seves conclusions han estat incorporades a la ideologia política postsionista.

## Argumentari
Avi Shlaim va descriure les diferències dels nous historiadors amb el que va anomenar la «història oficial» en els termes següents:
- La versió oficial afirma que el Regne Unit va intentar impedir l'establiment d'un estat jueu; els nous historiadors afirmen que intentava impedir l'establiment d'un estat palestí
- La versió oficial afirma que el poble palestí va fugir de casa seva per voluntat pròpia; els nous historiadors afirmen que els refugiats van ser expulsats
- La versió oficial afirma que l'equilibri de poder era favorable dels àrabs; els nous historiadors afirmen que Israel comptava tant amb l'avantatge demogràfic com armamentístic
- La versió oficial afirma que els àrabs tenien un pla coordinat per a destruir Israel; els nous historiadors afirmen que els àrabs estaven dividits
- La versió oficial afirma que la intransigència àrab impedia la pau; els nous historiadors afirmen que Israel és el principal culpable de la «via morta»[8]

Ilan Pappé suggereix que els líders sionistes pretenien desplaçar la majoria dels àrabs palestins. Benny Morris creu que el desplaçament es va produir en plena guerra. Segons els nous historiadors, Israel i els països àrabs tenen cadascun la seva part de responsabilitat en el conflicte araboisraelià i la difícil situació palestina.
Alguns comentaristes han argumentat que la historiografia dels nous historiadors s'ha inspirat i ha donat impuls a un moviment conegut com a «postsionisme». En general, el terme «postsionista» s'identifica amb els jueus israelians que són crítics amb l'empresa sionista i són vistos pels sionistes com un entrebanc per a l'ethos nacional israelià. Els postsionistes es diferencien dels sionistes en qüestions importants, com ara la vigència de la Llei del Retorn, i consideren que la despossessió palestina és fonamental per a la creació de l'estat d'Israel.